# Pseudoachondroplasie

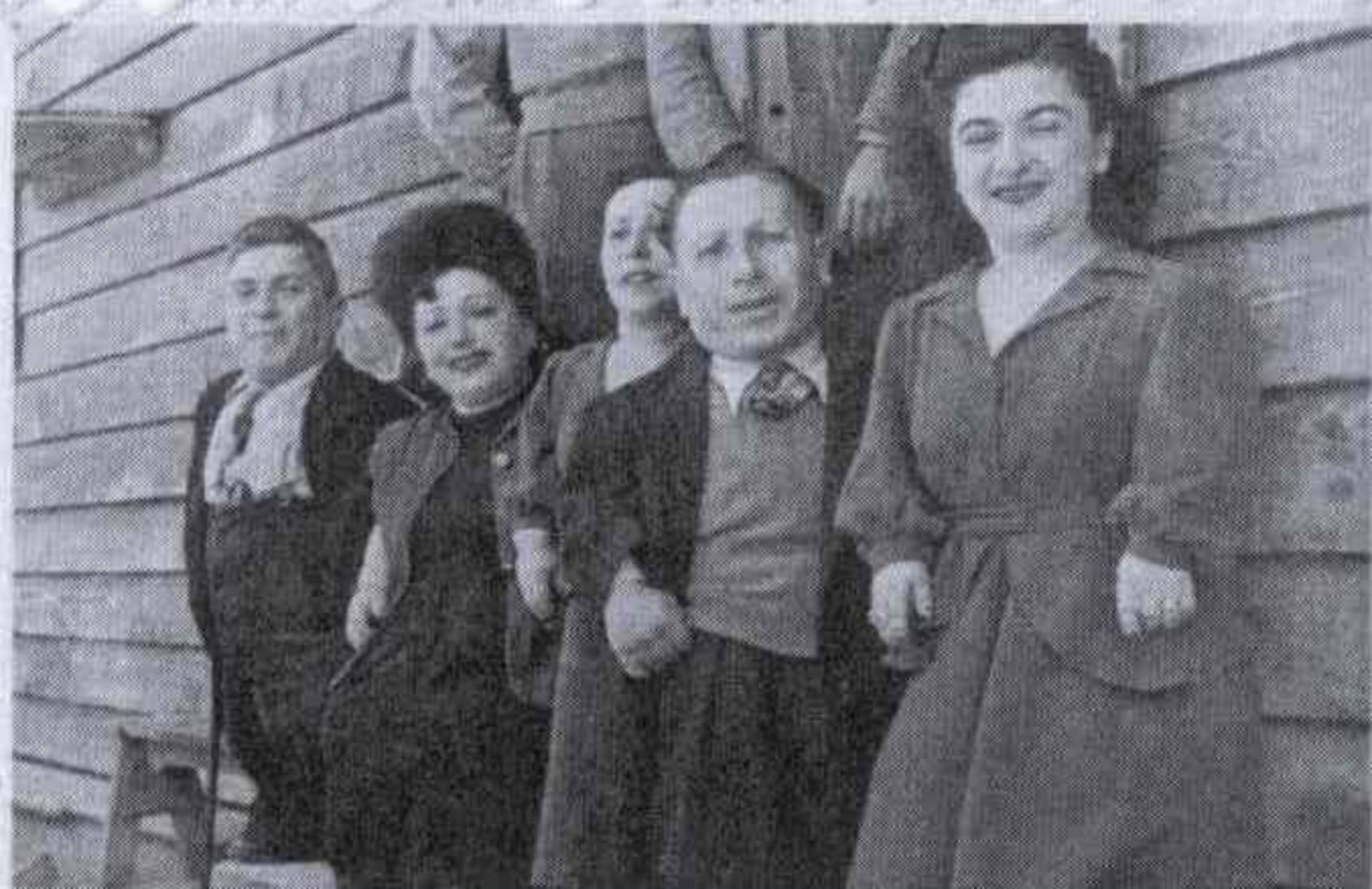
Pseudoachondroplasie bij de Familie Ovitz (1944).

Pseudoachondroplasie (ook bekend als PSACH, pseudoachondroplastische dysplasie en pseudoachondroplastisch spondyloepifysaire dysplasie congenita-syndroom) is een osteochondrodysplasie die leidt tot milde tot kortgestalte als gevolg van remming van de skeletgroei, voornamelijk in de ledematen. Pseudoachondroplasie is een erfelijke stoornis in de botgroei. Het is een genetische autosomaal dominante aandoening. Meestal wordt het pas ontdekt rond de leeftijd van 2-3 jaar, omdat de groei aanvankelijk normaal is. Pseudoachondroplasie wordt doorgaans voor het eerst opgemerkt door een afname van lineaire groei in vergelijking met leeftijdsgenoten, een waggelende gang of opkomende misvormingen van de onderste ledematen.
Hoewel gelijkenissen in benaming verwarring kunnen veroorzaken, mag pseudoachondroplasie niet verward worden met achondroplasie, wat een klinisch en genetisch onderscheiden en de meest voorkomende skeletdysplasie is. Pseudoachondroplasie wordt veroorzaakt door een heterozygote mutatie in het gen dat het cartilage oligomeric matrix protein (COMP) codeert. Een mutatie in het COMP-gen kan ook multiple epifysaire dysplasie veroorzaken. Ondanks de radioklinische overeenkomsten tussen pseudoachondroplasie en multiple epifysaire dysplasie, is de laatste minder ernstig.

## Symptomen

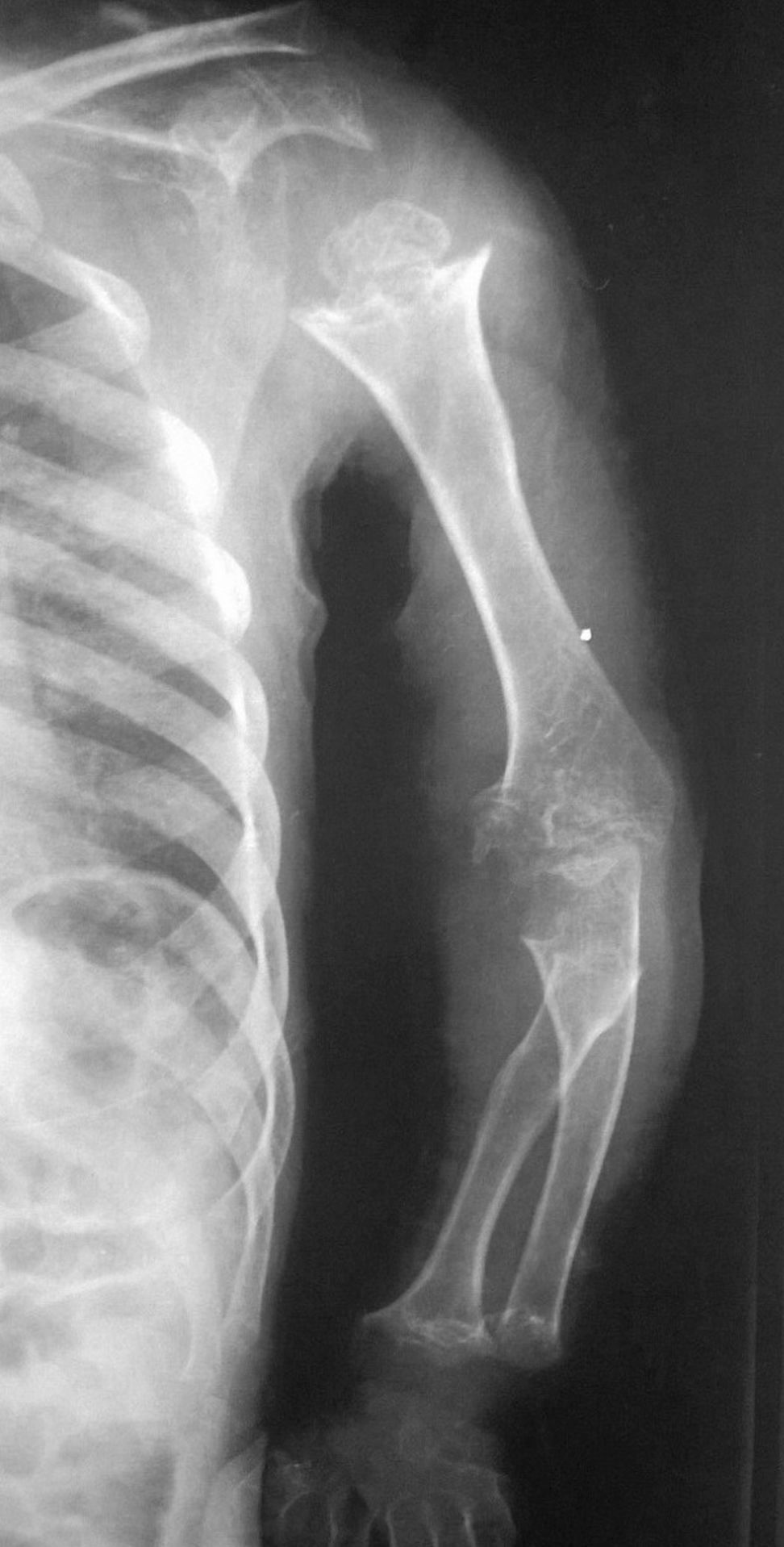
Röntgenfoto van een patiënt met pseudoachondroplasie.

Symptomen van pseudoachondroplasie omvatten disproportionele kortgestalte, misvormingen van de onderste ledematen, korte vingers en laxiteit van de ligamenten. De gemiddelde lengte van volwassen mannen met de aandoening is ongeveer 120 centimeter, terwijl volwassen vrouwen typisch rond de 116 cm zijn. Getroffen personen zijn bij de geboorte niet opvallend kort. Patiënten met pseudoachondroplasie vertonen loopstoornissen, misvormingen van de onderste ledematen of een vertraagde groeisnelheid die kenmerkend optreedt op 2- tot 3-jarige leeftijd.

## Diagnose
De exacte diagnose van pseudoachondroplasie blijft grotendeels gebaseerd op een nauwkeurige anamnese, met de karakteristieke klinische en radiografische skeleteigenschappen. Genetische diagnose is gebaseerd op DNA-sequencing. Omdat plasma COMP-niveaus aanzienlijk verminderd zijn bij patiënten met COMP-mutaties, zoals pseudoachondroplasie, is het meten van plasma COMP-niveaus een betrouwbare methode geworden voor het diagnosticeren van deze en pathofysiologisch vergelijkbare aandoeningen.

## Erfelijkheid
Pseudoachondroplasie wordt overgeërfd op een autosomaal dominante manier, hoewel één geval van een zeer zeldzame autosomaal recessieve vorm is gedocumenteerd. Nakomelingen van getroffen personen hebben 50% kans om het gemuteerde allel te erven. Prenatale tests via moleculair genetisch onderzoek zijn beschikbaar als de ziekteveroorzakende mutatie is geïdentificeerd bij een getroffen familielid.